# Campo de Villavidel
Campo de Villavidel település Spanyolországban, León tartományban. Lakosainak száma 205 fő (2024).

## Földrajza
Campo de Villavidel Vega de Infanzones, Villanueva de las Manzanas, Corbillos de los Oteros, Cabreros del Río, Ardón és Chozas de Abajo községekkel határos.

## Népesség
A település lakosságának változását az alábbi diagram mutatja:
| Lakosok száma | 333  | 289  | 250  | 242  | 210  | 207  | 205  | 209  | 201  | 205  |
|               | 2001 | 2004 | 2007 | 2009 | 2012 | 2014 | 2017 | 2019 | 2022 | 2024 |